# フィルムは生きている
『フィルムは生きている』（フィルムはいきている）は、手塚治虫による日本の漫画作品。1958年から1959年にかけて、学習研究社刊行の『中学一年コース』と『中学二年コース』に連載された。
アニメーション映画作りに夢と情熱を傾ける若者の姿を描いた青春漫画である。登場人物や設定は小説『宮本武蔵』をモチーフにしたものとなっている。また、発表当時日本では馴染みの薄かったアニメーション制作について読者に解説する一面も持ち合わせている。

## ストーリー
地方から大都市に出てきた青年・宮本武蔵は、マンガ映画を作ることを夢見ながら、街頭で似顔絵を描いて暮らしていた。武蔵はアニメ制作会社への入社を申し出るが、ベテランアニメ作家・壇末魔から「絵の動きが死んでいる」と評されかなわなかった。似顔絵描きをしているときに出会った佐々木小次郎が、やはりマンガ映画を目指していると知って意気投合し、二人は同居を始める。共同でマンガ映画を作ろうとしたが、どちらの作ったキャラクターを主人公にするかで対立し、喧嘩別れしてしまう。
武蔵は一人でマンガ映画制作を目指し、独力で原画を5万枚描き上げた。しかし、その矢先、似顔絵描きでヤクザの本位田組員に因縁を付けられ、組長の娘・通に助けられるものの、通を連れ戻しに来た組員から家に火を放たれる。その事件がきっかけで、200万部を誇る雑誌『少年パック』の編集長から寄稿を依頼された。武蔵が描いた漫画は一番人気を取った。それを祝う席で武蔵は漫画家の宍戸梅軒から「マンガ映画を無理に捨てた武蔵は、自分の心を殺したぬけがらだ」と指摘される。武蔵は、自殺未遂で入院した壇末魔のもとに通って再び動画の描き方の指導を受け始めた。だが、放火事件のときに角膜を炎にさらした影響で、武蔵の視力は低下していた。
人気漫画家となっていた小次郎は偶然武蔵と再会し、マンガ映画を作る志を忘れたかと問われる。小次郎は武蔵の視力低下も知り、病院で武蔵が最悪で3年以内に失明すると医師から告げられた。小次郎は資産家の親からマンガ映画の制作を認められ、漫画を捨ててマンガ映画に打ち込む。視力低下に苦しむ武蔵に、亡くなった壇末魔からベートーヴェンの伝記の中の「ハイリゲンシュタットの遺書」の箇所を読めという遺言が届く。難聴を克服したエピソードを自らに重ねた武蔵は再びマンガ映画制作に乗り出した。小次郎と武蔵は同じ日に封切られるマンガ映画で、観客に優劣を投票してもらい勝負をつけることになった。封切り当日、投票の数字は武蔵の作品が上回った。それでも強がっていた小次郎だったが、武蔵が完全に失明していたと知って負けを認め、二人は揃って武蔵の作品が上映されている映画館に入るのだった。

## キャラクター
宮本武蔵
本編の主人公。タンバササ山出身。妄想癖があり、その妄想に従って現実に体を動かしてしまう場面が数カ所ある。「ムサシ マンガ・スタジオ」を設立し、マンガ映画『アオの物語』を作るが、最後に完全に失明してしまう。
佐々木小次郎
丸刈り頭で、常に背中に大きなペンを背負っている。豪快な性格で、街頭で「似顔絵勝負」を挑んだのが武蔵との出会いだった。実は財閥の跡取り息子で、「マンガ映画を作るまで帰らない」と家出していた。人気漫画家となるが、武蔵からマンガ映画への情熱を問われて再びマンガ映画に挑む。父親からマンガ映画制作を認められて「巌流プロ」を設立し、マンガ映画『タイガーランド』を作って武蔵と勝負する。
壇末魔（演：フランケンシュタイン）
キャリア40年のベテランアニメ作家。作品の冒頭では「横川プロダクション」に所属し、入社を希望する武蔵に「絵の動きが死んでいる。フィルムは生きておるんじゃ!」と認めなかった。しかし制作費と時間をかけるスタイルからプロダクションを解雇され、鉄道自殺を図る。
吉岡清十郎（演：レッド公）
漫画家集団「吉岡一門」を率いる人気漫画家。キャラクターはレッド公を使用。自宅に来て伝七郎らと悶着を起こして引き上げた武蔵が残した原稿を見て才能を評価。のちに『少年パック』に武蔵が起用されたときも「きっと当たる」「自分も伝七郎も負ける。勝負の世界は強い者が勝つ」と、その実力を素直に認める潔い人物。
吉岡伝七郎
清十郎の弟で漫画家。清十郎に会いに来た武蔵の原稿を見て「これでマンガ家になる気か」と侮辱する。のち、武蔵が『少年パック』で兄の人気を抜いてもそれに納得せず、清十郎に逆に諫められた。
本位田通（ほんいでん・つう）
ヤクザの本位田組組長・又八の娘。作中では「お通」と呼ばれる。本位田組の者が武蔵に因縁を付けたのを止めたことで武蔵と知り合い、武蔵のマンガ映画作りを援助しようとする。
本位田杉（ほんいでん・すぎ）
通の祖母。本位田組の再興を望んでおり、通の行動を止めようとする。小次郎が通を取り戻すべく本位田家で狼藉をはたらくと、小次郎の父・高綱と電話で交渉し「小次郎のスキャンダルのもみ消しと又八の釈放への助力」で手打ちをはかる。
本位田又八（ほんいでん・またはち）（演：ブク・ブック）
通の父で、杉の息子。本位田組の組長で服役中だったが、杉と佐々木高綱の取引により釈放。帰宅すると通のためという理由で組を解散。通の願いで、残った「不浄の金」の一部を武蔵のスタジオに出資する。
盤台庄助
大日本出版社の雑誌『少年パック』の編集長。武蔵に「一番人気の悪いものを書いてほしい」と寄稿を依頼。のち、マンガ映画を志願する武蔵が連載の打ち切りを申し出ると、「個人としては大賛成」と、葬儀を出して武蔵を死んだことにし、35ミリ撮影機を譲る。
宍戸梅軒（演：馬場のぼる）
『少年パック』に連載を持つ漫画家の一人。キャラクターは馬場のぼるを使用。盤台が人気トップになった武蔵を祝いに招いた酒場で近くに居合わせ、漫画家として成功した武蔵は「死んで（マンガ映画の志を忘れた）ぬけがらになった」と諭す。
佐々木高綱
小次郎の父で佐々木財閥の総帥。部下を使って家出した小次郎を捜していた。本位田家から連れ戻した小次郎に、家出をしない条件でマンガ映画のために出資することを認める。
アオ
武蔵の実家で飼っていた馬。作中では武蔵の夢や妄想に現れ、言葉を発して会話する場面がある。武蔵はアオを題材にマンガ映画を作るが、完成を前にアオは死亡。時を同じくして武蔵は完全に失明し、それを知った通は死亡を伝える電報を武蔵に教えなかった。

## 背景
手塚が幼少時からアニメーションに親しみ、アニメ映画作りを終生の目標としたことはよく知られる。しかし、アニメ制作自体を題材にした漫画は少なく、本作はその代表的なものである。作中、武蔵がアニメスタジオから入社を断られるエピソードがあるが、手塚自身も大阪時代の1946年に上京した折、街頭で見つけた求人広告を見て芦田巌の動画スタジオに赴き、不採用になった経験があった。本作の冒頭に手塚は「このものがたりをマンガ映画にくるしみたたかいつづけている多くの若い人たちに贈る」と記している。
本作が執筆された1958年は、折しも東映が既存のアニメスタジオからスタッフを集めて設立した東映動画（現・東映アニメーション）が、長編映画第一作『白蛇伝』を公開したその年でもあった。本作の中には「マンガ映画の歴史」と題した1章があり、アニメ映画の歴史について簡単に紹介されている。その中で、日本で「マンガ映画が盛んにならない理由」として、資金の不足と、自分中心にやりたがる日本人は大勢が力を合わせて作るマンガ映画には向いていないという点が挙げられていた（同じ箇所で武蔵と小次郎が喧嘩別れした経緯が描かれている）。また、スタジオを作った後に武蔵が「人を使うってこんなにむずかしいものとは思わなかった」と慨嘆するコマがある。
本作が完結した後、手塚は東映動画の『西遊記』を皮切りにアニメ映画制作に関与し、1961年には虫プロダクションを設立して自らアニメ制作に乗り出すことになる。その意味で本作は手塚の夢を先取りして実現した作品であったが、同時に漫画家とアニメスタジオの社長を兼務した体制が虫プロの運営上で制約となったことも後に指摘され、直面する困難も予告した形になった。桜井哲夫は、手塚の評伝『手塚治虫 - 時代と切り結ぶ表現者』（講談社現代新書、1990年）の中で、虫プロ時代の手塚を扱った箇所に本作から上記のカットを引用している。
「マンガ映画の歴史」の章には、「世界マンガ映画勢力表」という図が掲載されている。この中ではアメリカやフランスの大きな円（作品名や制作者が記されている）に対し、日本は作品名もなく一回り小さな円で示されており、この時代の日本アニメの位置づけをうかがい知ることができる。

## 単行本
- 手塚治虫漫画選集5『フィルムは生きている』（鈴木出版）
- 手塚治虫全集『フィルムは生きている』（小学館）
- 手塚治虫漫画全集『フィルムは生きている』（講談社）
- 小学館叢書 手塚治虫中期傑作集9『フィルムは生きている』（小学館）
- 小学館文庫『フィルムは生きている』（小学館）
- 手塚治虫文庫全集『フィルムは生きている』（講談社）
- 復刻版『フィルムは生きている』 （国書刊行会）、2014年6月